# Van Hool A360
Le Van Hool A360 est un autobus à plancher bas fabriqué et commercialisé par le constructeur belge Van Hool de 1995 à 2003. Il sera remplacé sur les chaînes de montage par le Van Hool NewA360.

## Historique
Après avoir produit les Van Hool A500 et A600, dérivés du prototype Van Hool A280, le constructeur belge mit au point le premier prototype des Van Hool A300 en 1991. Ce modèle allait jeter les bases de tous les autres autobus urbains créés par Van Hool jusque dans les années 2000.
L'A300 se distingue de ces prédécesseurs par une nouvelle carrosserie, plus rectangulaire, et un plancher plus bas obtenu en disposant le compartiment moteur au-dessus du niveau du plancher. Il est par conséquent plus aisé d'embarquer que sur un autobus de la génération précédente.
Dès le début des années 1990, ce premier modèle de la nouvelle génération commença à se vendre en Belgique et à l'exportation, ainsi qu'une version midibus (le A308) et une version articulée (AG300 ou AGG30).
En 1994, Van Hool créa sur la base de ce châssis une version au moteur installé horizontalement à l'arrière : le Van Hool A360. Dans la foulée, les prototypes des A320 et A330 seront produits en 1997. Ces trois versions, à moteur arrière, supprimaient l'encombrement du milieu de la salle par le compartiment moteur.
L'A360, qui est surtout destiné aux dessertes rurales et périurbaines, a le plancher surélevé au-dessus du moteur mais reprend, à l'avant, le plancher bas du Van Hool A300 ; à l'intérieur, en arrière de la seconde porte, se trouve un escalier pour atteindre la partie arrière. Contrairement aux A300, A320 et A330, il n'y a pas eu d'A360 à trois portes.
Les A320 et A330, développés ultérieurement, avaient un plancher plat. Le Van Hool A320 possédait, comme l'A360, un moteur installé horizontalement, d'où un léger surhaussement du plancher à l'arrière ; le Van Hool A330 avait, lui, un moteur vertical, installé à gauche, ce qui permettait un véritable plancher plat sur toute sa longueur.
L'A360 sera produit en série de 1995 à 2003.
À partir de 2002, le Van Hool NewA360 remplaça les A360 sur les chaînes de montage.